# 1997

## Събития

### В България
- 3 януари – Конфедерация на труда Подкрепа започва масови протести срещу проектното правителство на Българската социалистическа партия.
- 10 януари – Масово протестно шествие в София. Тълпи от протестиращи нахлуват в сградата на Народното събрание. Обединените демократични сили оглавяват народното недоволство.
- 22 януари – Петър Стоянов встъпва в длъжността президент на България.
- 4 февруари – Николай Добрев връща мандата за съставяне на правителство.
- 12 февруари – Завършва политическата криза. Петър Стоянов назначава служебно правителство оглавено от Стефан Софиянски. Първото решение на служебния кабинет на Софиянски е за въвеждане на валутен борд в България.
- 28 февруари – Гангстерска война: Пламен Иванов – Фалконети е разстрелян показно с 5 куршума на паркинга на ресторант „Олимп“ на Славчо Христов на ул. „Черковна“ в столицата.[1]
- 19 април – Провеждат се Парламентарни избори в България 1997 (предсрочни), които са спечелени от Обединените демократични сили.
- 23 април – започва кулинарното предаване „Вкусно“
- 21 май – Иван Костов встъпва в длъжността министър-председател на България.
- 31 юли – Народното събрание одобрява новият Герб на България.

### По света
- Отваря врати новопостроеният футболен стадион на ФК „Болтън Уондърърс“ – „Рийбок Стейдиъм“.
- 9 януари – Самолетът при полет 3272 на „Комеър“ се разбива близо до Дънди, Мичиган, САЩ и убива всички 29 души на борда.
- 8 май – Самолетът при полет 3456 на „Чайна Саутерн Еърлайнс“ се разбива при кацане на летище „Шънджън Хуангтиан“, Шънджън, Китай, при което загиват 35 души.
- 31 август – При автомобилна катастрофа в Париж загиват принцеса Даяна, нейният придружител Доди ал Файед и шофьорът на автомобила.
- 3 септември – Самолетът при полет 815 на „Виетнам Еърлайнс“ катастрофира при заход за летището в Пном Пен, умират 64.
- 26 септември – Самолетът при полет 152 на „Гаруда Индонезия“ се разбива близо до международното летище Полония, Медан, Индонезия и убива 234 души.
- 10 октомври – Самолетът при полет 2553 на „Аустрал Линеас Айреас“ се разбива на 32 км от Фрай Бентос, Уругвай и убива всички 74 души на борда на машината.

## Родени
- 17 януари – Божидар Андреев, български щангист
- 10 февруари – Клоуи Грейс Морец, американска актриса и фотомодел
- 3 март – Камила Кабейо, кубинска певица
- 16 март – Небие Кабак, български политик
- 11 април – Марин Рангелов, български актьор
- 20 април – Александър Зверев, германски тенисист
- 19 май – Дивна, българска поп певица
- 14 септември – Вениамин Димитров, български певец
- 17 септември – Оливия Адамс, румънска певица и автор на песни
- 26 септември – Йозге Яъз, турска актриса
- 16 октомври – Шарл Льоклер, пилот от Формула 1
- 11 декември – Семен Новиков, украински и български състезател по борба
- 31 декември – Радина Боршош, българска актриса

## Починали
- Борис Данков, български художник
- Иван Гърбучев, Български аграрен учен
- Павел Владимиров, български футболист
- Стиепан Антоляк, хърватски историк
- Христо М. Данов, български историк
- 18 февруари – Пантелей Зарев, Литературен критик
- 19 февруари – Дън Сяопин, бивш лидер на Китайска народна република
- 23 февруари – Димо Коларов, български кинооператор
- 3 март – Христо Минковски, български футболист
- 6 март – Славчо Донков, български писател и поет
- 9 март – The Notorious B.I.G., хип-хоп музикант
- 13 март – Стоян Стоянов, български ас летец-изтребител
- 14 март – Юрек Бекер, немски писател (р. 1937 г.)
- 14 март – Фред Зинеман, австро-американски кино-режисьор (р. (1907 г.)
- 5 април – Алън Гинсбърг, американски поет-битник (р. 1926 г.)
- 6 април – Щефан Хермлин, немски поет и белетрист
- 14 април – Видое Подгорец, македонски писател
- 24 април – Асен Босев, български детско-юношески писател (р. 1913 г.)
- 26 април – Петър Бобев, български писател (р. 1914 г.)
- 10 май – Златка Дъбова, българска художничка
- 4 юни – Евгени Матеев, български икономист
- 9 юни – Алекси Иванов, български политик
- 12 юни – Булат Окуджава, певец
- 25 юни – Жак-Ив Кусто, френски морски изследовател
- 1 юли – Робърт Мичъм, американски актьор (р. 1917 г.)
- 2 юли – Джеймс Стюърт, американски актьор (р. 1908 г.)
- 24 юли – Брайън Глоувър, британски актьор
- 26 юли – Кунихико Кодаира, японски математик
- 1 август – Святослав Рихтер, съветски пианист
- 19 август – Иван Венедиков, български археолог и траколог
- 21 август – Юрий Никулин, руски актьор (р. 1921 г.)
- 27 август – Хулио Мусимеси, аржентински футболист (р. 1924 г.)
- 31 август – Даяна Спенсър, принцеса на Уелс (р. 1961 г.)
- 3 септември – Иван Ненов, български художник
- 4 септември – Ханс Айзенк, германски психолог
- 5 септември – Майка Тереза, албанска монахиня, лауреат на Нобелова награда за мир (1979 г.) (р. 1910 г.)
- 11 септември – Илия Кирчев, български футболист
- 15 септември – Ангел Балевски, български учен
- 16 септември – Петър Шапкарев, български икономист
- 4 октомври – Никола Николов, български писател и общественик
- 18 октомври – Винс Жиронда, американски културист
- 29 октомври – Антон Шандор Ла Вей, американски жрец
- 30 октомври – Маргарит Минков, български писател (р. 1947 г.)
- 12 ноември – Емил Карастойчев, български шахматист
- 22 ноември – Добри Жотев, български писател
- 24 ноември – Николай Грънчаров, български футболист
- 19 декември – Масару Ибука, японски предприемач
- 22 декември – Александър Геров, български писател
- 28 декември – Василий Соломин, съветски боксьор
- 30 декември – Симон Дювалие,
- ноември – Александър Герчев, български лекар (р. 1930 г.)
- 22 ноември – Майкъл Хъчънс, вокалист на австралийската група INXS
- 14 декември – Оуен Барфийлд, британски философ, писател, поет и критик (р. 1898 г.)
- 24 декември – Тоширо Мифуне, японски актьор и продуцент (р. 1920 г.)
- 30 декември – Шиничи Хоши, японски писател (р. 1926 г.)

## Нобелови награди
- Физика – Стивън Чу, Клод Коен-Тануджи, Уилям Филипс
- Химия – Пол Бойер, Джон Уокър, Йенс Скоу
- Физиология или медицина – Стенли Прусинър
- Литература – Дарио Фо
- Мир – Международна кампания за забрана на противопехотните мини, Джоди Уилямс
- Икономика – Робърт Мъртън, Майрън Сколс

Вижте също:
- календара за тази година